# 超錯

「超錯」與「起錨」標語對照

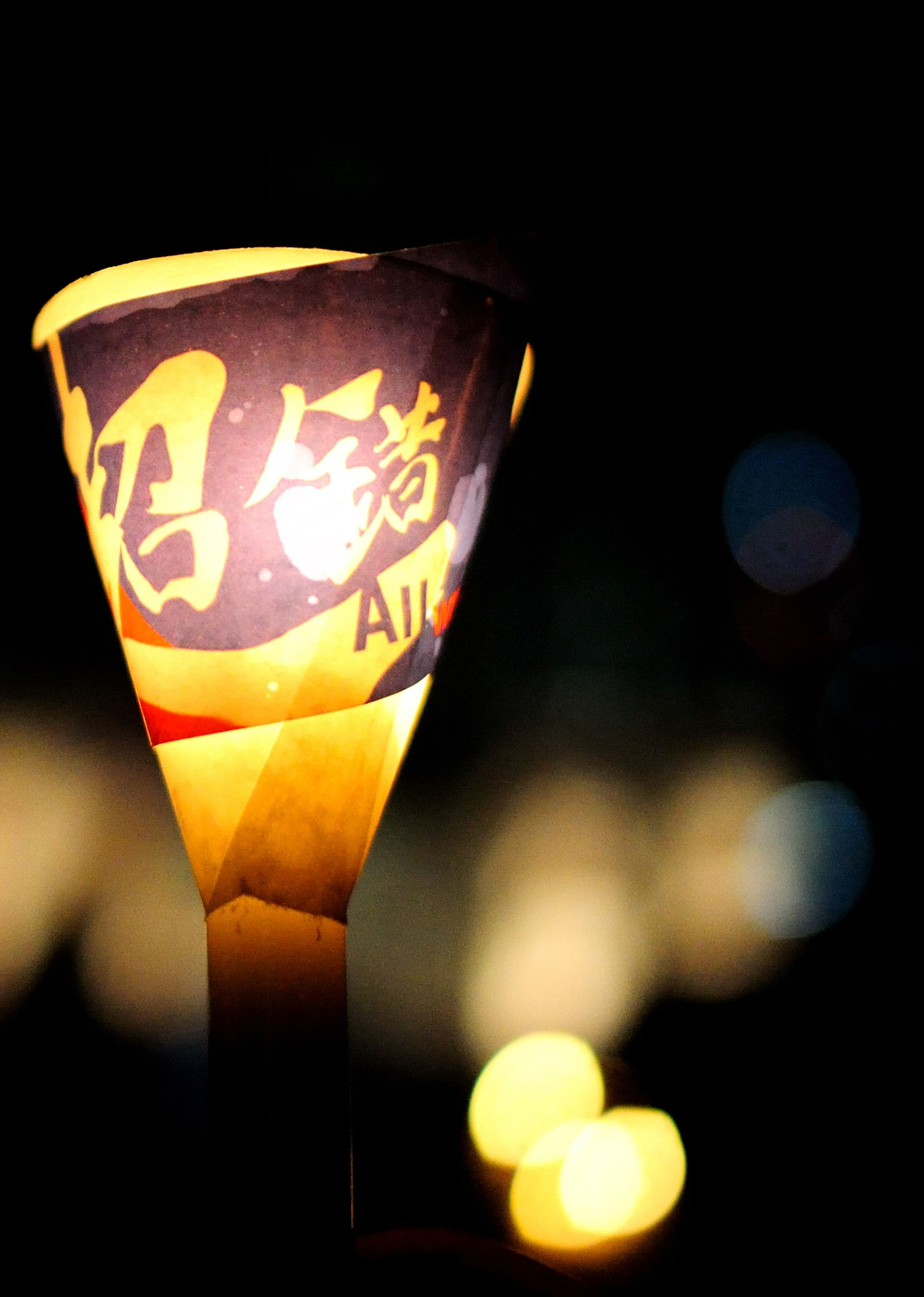
帶有「超錯」字樣的燭光

超錯（英語：All wrong），是由香港特別行政區宣傳2012年政改方案的口號「起錨」所衍伸的惡搞。由於「超錯」與「起錨」的字形近似，因而與「起錨」一樣很快便成為香港的潮流用語。其後曾蔭權指出「超錯」的是否決2005年政改方案的泛民主派。與此同時，有人在Facebook開設「收皮」（粵語俗語，北方土話可譯為「省點吧」）群組，加入的人數大幅領先港府所開設的「起錨」群組。以「政治中立」為理由阻止民主女神像安放中大的香港中文大學校長劉遵義等高層在《城市論壇》上被批評為「超錯」。高登討論區的網民亦設計並計劃刊登「超錯」廣告。博客林忌曾戲仿「起錨」宣傳片並製作成《政改好茅》和《好茅（2）之超錯》。
曾余辯論當天，八十後反特權青年在皇后像廣場向市民派發「超錯」貼紙。在政制向前走大聯盟舉辦遊行當天，有八十後和九十後青年在銅鑼灣糖街入口，向出席遊行的市民派發「超錯」標語及貼紙。社民連主席陶君行認為：「民主黨提出的區議會改良方案『超錯』，令曾蔭權得以『起錨』。」立法會議員社民連的黃毓民由於將「超錯」貼紙貼在普選聯副召集人蔡耀昌的身上而引起雙方衝突。表決當天，反對政改的市民則在香港立法會大樓外高呼「超錯」，亦有人將「超錯」貼紙黏貼在立法會大樓的外牆上，另一批反政改的青年則在香港立法會大樓外懸掛「超錯」橫額，民主黨議員離開立法會時遭示威者投擲「超錯」貼紙，立法會議員功能組別的詹培忠在港鐵站被示威者雷玉蓮斥責他「超錯」，社民連的議員出席立法會表決會議時穿上「超錯」T恤以示不滿。
香港教育學院語言資訊科學研究中心於2011年1月公佈「2010年香港新詞榜」，其中「超錯」位列第二，但「起錨」則未有入榜。
2010年，香港著名男歌手陳奕迅曾推出名為《超錯》的歌曲，收錄在專輯《Taste the Atmosphere》。